# Agusta A129 Mangusta
Агуста А129 «Мангуст» (англ. Agusta A 129 «Mangusta») — ударний вертоліт, розроблений італійською фірмою Агуста (зараз підрозділ AgustaWestland).
Перший ударний вертоліт, який був повністю розроблений і виготовляється в Західній Європі.

## Історія створення і виробництва
Італійська армія висловила потребу в легкому розвідувальному та протитанковому вертольоті в 1972 р. Західна Німеччина висловила потребу в аналогічній машині. Розпочалась спільна робота італійської Агуста та західнонімецької MBB. Однак, спільна робота завершилась на етапі підготовки. Спочатку, Агуста досліджувала можливості створення нової машини на основі A109, але вирішила створити повністю нову машину. Проектування A129 було розпочате в 1978 р. Перший з 5 прототипів A129 здійснив перший політ 11 вересня 1983, а п'ятий протип — в березні 1986 р. Італія замовила 60 одиниць А129.
В 1986 р. уряди Італії, Нідерландів, Іспанії, та Великої Британії підписали меморандум про порозуміння, для розробки поліпшеної версії А129 з назвою «Спільний європейський вертоліт Тонал» (англ. Joint European Helicopter Tonal, «Тонал» — назва божества Ацтеків). Цей вертоліт повинен був мати потужніші двигуни, нову роторну систему, складні шасі, покращені сенсори та потужніше озброєння. Однак, в 1990 р. проект розвалився, коли Велика Британія та Нідерланди вирішили придбати AH-64 Apache. Іспанія придбала Eurocopter Tiger. Експортна версія, A129 International (A129I), дешевша та має більшу ударну силу та оновлену авіоніку. Після злиття італійської Agusta і британської Westland Helicopters в AgustaWestland в 2007 р. вертоліт змінив назву з A129I на AW129.
A129 може уражати наземні цілі, броньовані автомобілі, танки, вести розвідку, здійснювати супровід та атаку повітряних цілей. Для ураження танків та інших броньовиків призначені ракети Hellfire, TOW або Spike-ER. Також А129 може нести 81-мм або 70-мм некеровані ракети. На турелі під носом встановлена триствольна 20-мм гармата M197. Для ураження повітряних цілей призначені ракети Stinger або Mistral.
A129 обладнаний автономною системою навігації та нічного бачення.
В 2007 р. компанія AgustaWestland виграла турецький тендер ATAK (англ. Attack and Tactical Reconnaissance Helicopters) на ліцензійне виробництво 51 вертольотів AW129 для турецької армії. Вартість контракту оцінюється в $2.7 млрд. Угода передбачає можливість збільшити кількість випущених вертольотів до 91 одиниці. Серійні T-129B і T-129 EDH, ліцензійні версії вертольота AW129, повинні надійти в турецьку армію в 2012—2018 рр.. T-129 EDH є спрощеною модифікацією T-129B і позбавлений можливості використовувати всю номенклатуру озброєння основного варіанту ударного вертольота. T-129 EDH здійснив перший політ у вересні 2011. У 2012 збройні сили Туреччини отримають 4 Т-129 і 5 одиниць в 2013.

## Конструкція вертольота

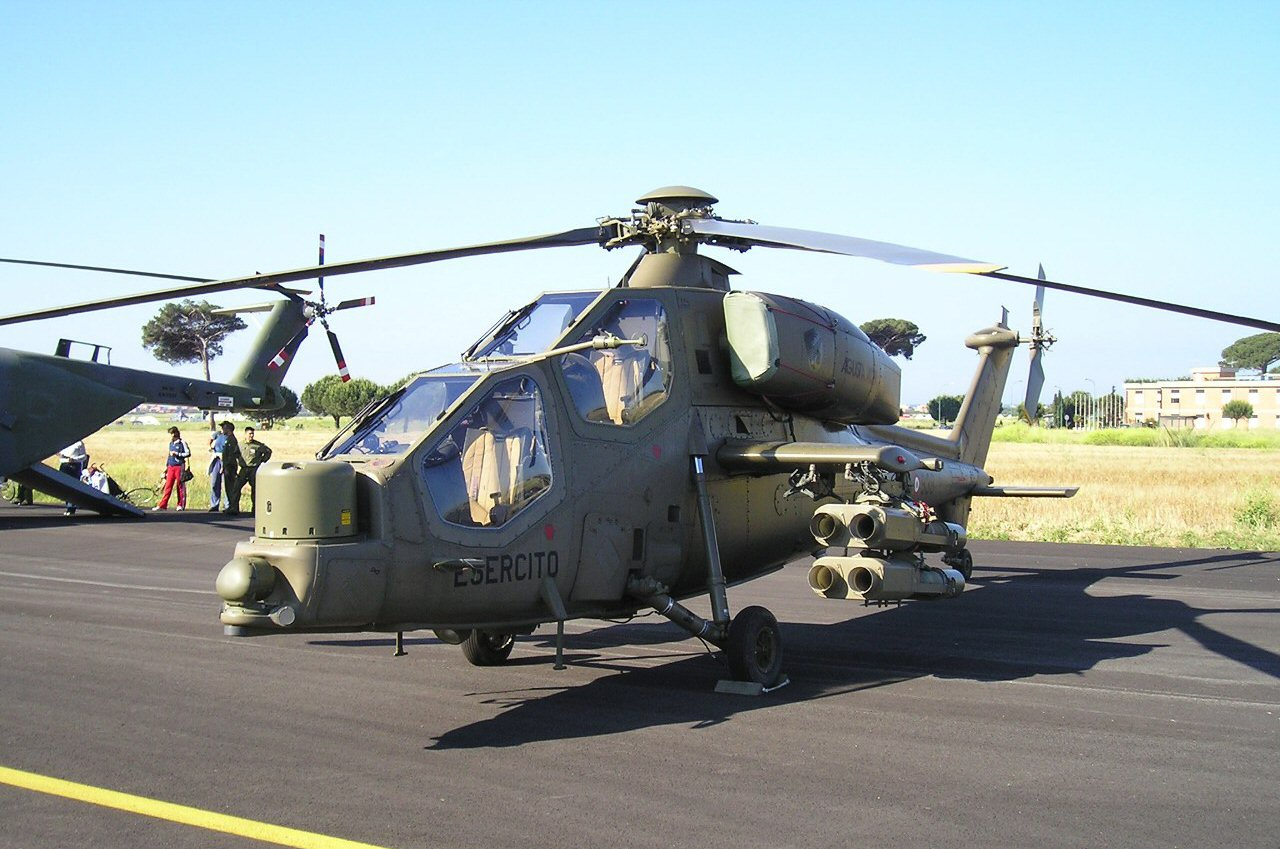
Agusta A129 Mangusta

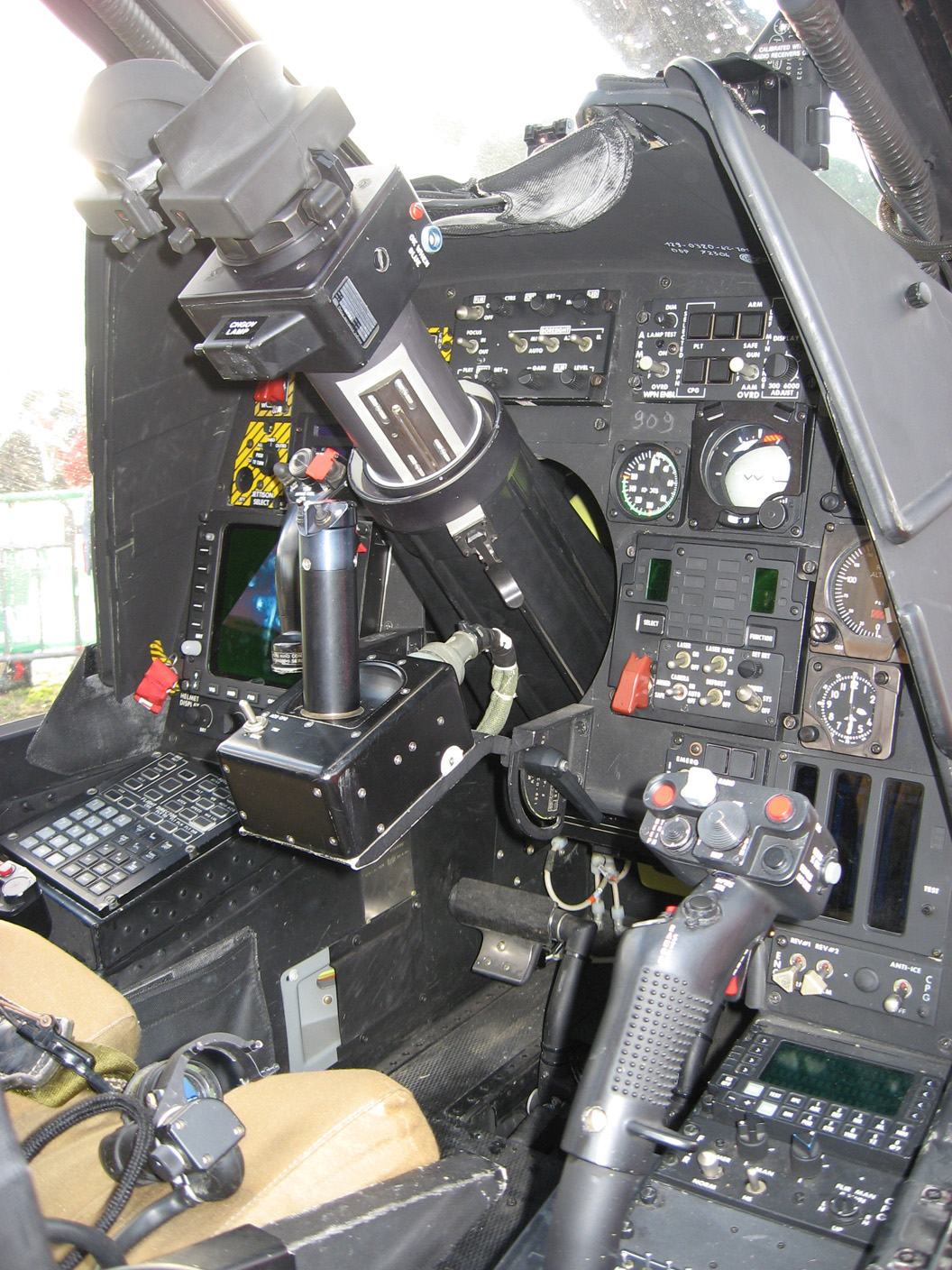
Робоче місце оператора A129

Агуста А129 «Мангуст» був розроблений в 1982 р. для задоволення потреб італійської армії в легкому багатоцільовому розвідувальному вертольоті. На ньому вперше була встановлена повністю комп'ютеризована комплексна система управління, що передбачає контроль за нею екіпажем. А129 має звичайне тандемне розташування крісел (пілот ззаду, трохи вище; стрілець — попереду і нижче), знімні крила з двома пілонами для підвіски озброєння і досить витончений, невеликих розмірів фюзеляж, що робить цю машину малопомітною. Конструкція фюзеляжу на 45 % складається з композитних матеріалів.
При проектуванні машини був максимально використаний американський досвід забезпечення живучості вертольота в бойових умовах. Зокрема забезпечена невразливість лопатей несучого гвинта при одиночному ураженні 12.7-мм кулею в будь-яку частину лопаті (із забезпеченням можливості продовження польоту не менше 30 хв. після ураження), і, обмежено, невразливість (несучого гвинта, паливної системи) при ураженні 23-мм осколково-фугасним запальним (ОФЗ) снарядом зенітної установки ЗУ-23. Головний редуктор, як і всі агрегати трансмісії спроектовані стійкими до враження бронебійними кулями 12,7-мм і може працювати 30 хв при відсутності змащення.
Бронювання вразливих агрегатів зведено до мінімуму за рахунок застосування надлишкових елементів в системі управління, спеціальної компонування критичних до уразливості агрегатів, протектованих (таких, що самозатягуються) паливних (заповнені сітчастим пінополіуретаном) і масляних баків і трубопроводів. Броня використовується в кабіні для захисту екіпажу. Бронюється підлога кабіни, за деякими даними, в кабіні встановлені ударостійкі крісла Martin Baker зі зсувними бічними броньових панелей з композитної броні, розраховані на одиночне влучення 12,7-мм кулею при обстрілі з нижньої півсфери. Переднє плоске лобове кулестійке скло.
Є броньована перепона між двигунами для виключення можливості ураження двох двигунів одним пострілом.

## Експлуатація
Перший з п'яти прототипів А129 був оснащений двома ТВД Роллс-Ройс Gem Mk2-1004D і зробив перший політ 11 вересня 1983. А перші 15 вертольотів з 60 замовлених військовим відомством Італії, повинні були надійти на озброєння італійської армії в кінці 1987. Однак через затримку, пов'язану з доопрацюванням різних систем, перші 5 машин армія отримала тільки в жовтні 1990. У 1993 р. вертольоти «Мангуст» брали участь в операціях з підтримки «блакитних касок» ООН в Македонії, Сомалі та Анголі. 12 машин знаходяться в Афганістані.

## Модифікації

### У виробництві
- A129 Mangusta: Перша серійна модифікація, обладнана двома турбовальними двигунами Rolls-Royce Gem 2.
- A129 CBT(ComBaT): Оновлена модифікація для Італійської армії, включає модифікації A129I але збережені двигуни (трансмісія оновлена).
- A129 International: Оновлена модифікація, має ротор з 5 лопатями, гармату M197, підтримку ракет Hellfire та Stinger, поліпшену авіоніку та два двигуна LHTEC T800.
- T-129: (AgustaWestland AW129[11]) турецький ударний вертоліт на основі A129CBT, буде збиратись в Туреччині підприємством TAI.

### Військові позначення
AH-129AПозначення італійської армії A129 починаючи з 2012.
AH-129CПозначення італійської армії A129C починаючи з 2012.
AH-129DПозначення італійської армії A129D починаючи з 2012.

## Тактико-технічні характеристики

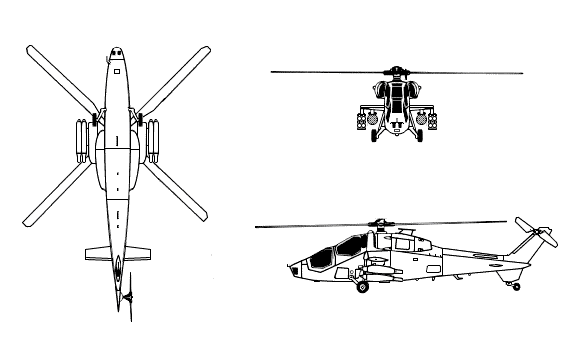

Наведені характеристики відповідають модифікації A 129C.
Джерело: Jane's, 2004.
Основні характеристики
- Екіпаж: 2 (пілот та оператор озброєння)
- Довжина: 14.29 м
- Довжина фюзеляжу: 12.275 м
- Висота: 3.35 м (з хвостовим гвинтом)
- Розмах крила: 11.9 м
- Діаметр рульового гвинта: 2.32 м
- Розмах крила: 3.2 м
- Максимальна ширина фюзеляжу : 0.95 м

- Площа крила: 111.2 м²
- База шасі: 6.955 м
- Колія шасі: 2.23 м
- Нормальна злітна маса: 3950 кг
- Максимальна злітна маса: 4600 кг
- Маса палива у внутрішніх баках: 750 кг
- Силова установка: 2 × турбовальних Rolls-Royce Gem 1004  881 ( 675 (злітна))

Льотні характеристики
- Практична дальність: 561 км
- Тривалість польоту: 3 год 5 хв

Озброєння
- Стрілецько-гарматне:  
  - 1 × 20 мм гармата Lockheed Martin/Otobreda TM 197B з 500 п. або
  - 1 × 20 мм гармата Giat M-621
- Точки підвіски: 4
- Бойове навантаження: 1200 кг
- Керовані ракети:  
  - ракети «повітря-земля» : до 8 × TOW або HOT або AGM-114
  - ракети «повітря-повітря» : до 8 × Stinger або Mistral або AIM-9L
- Некеровані ракети: 71 мм або 80 мм ракети в 4 блоках по 7 або 19 ракет

2 × 7,62 мм або 12,7 мм кулемети або 20 мм підвісні артилерійські установки 

## Перебуває на озброєнні
Італія
- 60 A129 Mangusta і 15 AW129, станом на 2012[1]